# Nathanael Schlott
Nathanael Schlott (* 13. Februar 1666 in Danzig; † 23. März 1703 in Lübeck) war ein deutscher Lehrer und Dichter des Barock. Er wurde aufgrund seiner hochdeutschen Neufassung des Textes des Lübecker Totentanzes bekannt.

## Leben und Wirken
Nathanael Schlotts Eltern sind unbekannt. Er besuchte das Akademische Gymnasium Danzig und hielt dort am 16. Juni 1689 seine lateinische Abschlussrede über „Circa alapam caede vindicandam“. Die Abhandlung erschien in gedruckter Form als Schulschrift. Am 27. Mai 1691 schrieb er sich an der Universität Jena ein. Seinen Gelegenheitsgedichten ist zu entnehmen, dass er noch 1695 dort lebte.
Am 4. Mai 1699 erhielt Schlott das Lübecker Bürgerrecht und arbeitete bis Lebensende als Präzeptor des Armen- und Werkhauses im ehemaligen St.-Annen-Kloster. Die Präzeptoren gaben Unterricht und hielten Betstunden sowie die Gottesdienste an Sonn- und Festtagen. Am 15. Mai 1699 heiratete er in Lübeck Margareta Leopold. In zweiter Ehe heiratete er ebendort am 4. Juli 1701 Maria Elisabeth Arends. Beide Ehen blieben kinderlos.

## Werk

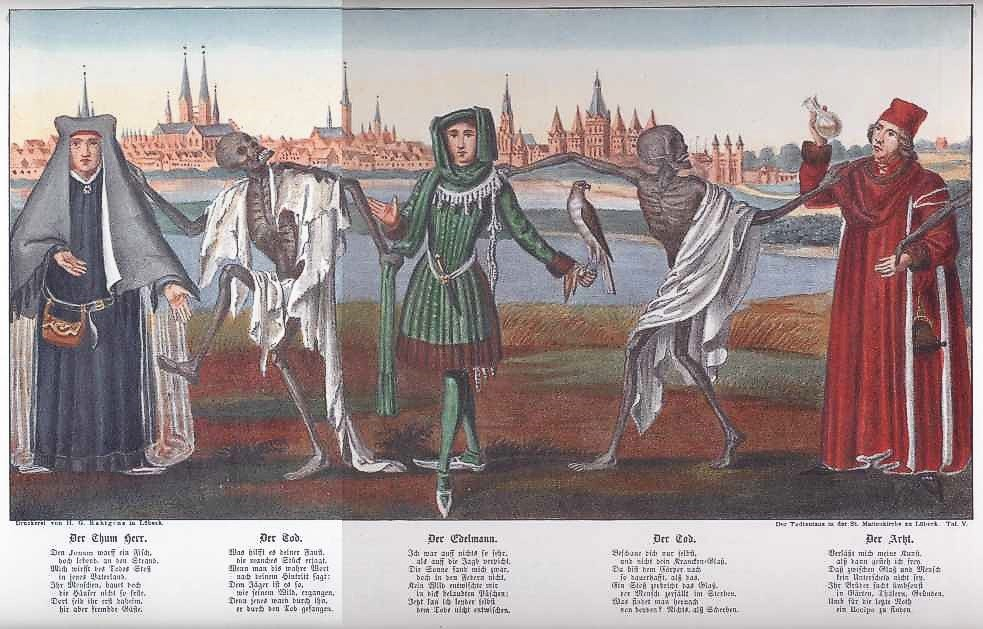
Abschnitt des Totentanzes mit den Versen Schlotts, Lithographie nach Carl Julius Milde

Schlott wurde insbesondere aufgrund des Lübecker Totentanzes in der dortigen Marienkirche bekannt. Bei einer umfassenden Renovierung durch den Lübecker Kirchenmaler Anton Wortmann sollte Schlott die durch den Sprachwechsel von Niederdeutsch zu Hochdeutsch inzwischen schwer verständlichen und teilweise nicht mehr lesbaren mittelniederdeutschen Verse erneuern und in das Hochdeutsche überführen. Da sich viele Personen über Jahrhunderte mit dem Totentanz beschäftigten, fanden die von Schlott geschaffenen Alexandriner weite Verbreitung. Sie sind eher eine freie Neufassung als eine Übertragung des Textes aus dem Spätmittelalter. Schlotts Texte wurden oftmals ohne Namensnennung des Autors und weitestgehend ohne Darstellung des Gemäldes abgedruckt. Thomas Nugent übersetzte den Text in einer Reisebeschreibung ins Englische. Jacob von Melle fällte ein positives Urteil über Schlotts Text. Literaturhistoriker des 19. und 20. Jahrhunderts beklagten jedoch, dass der ursprüngliche Text ersetzt wurde. Schlotts Verse beurteilten diese als manieriert barock. Hans Henny Jahnn, der die Kirche im Januar 1915 besuchte, lobte hingegen Schlotts Fassung wegen ihrer Rhythmik.

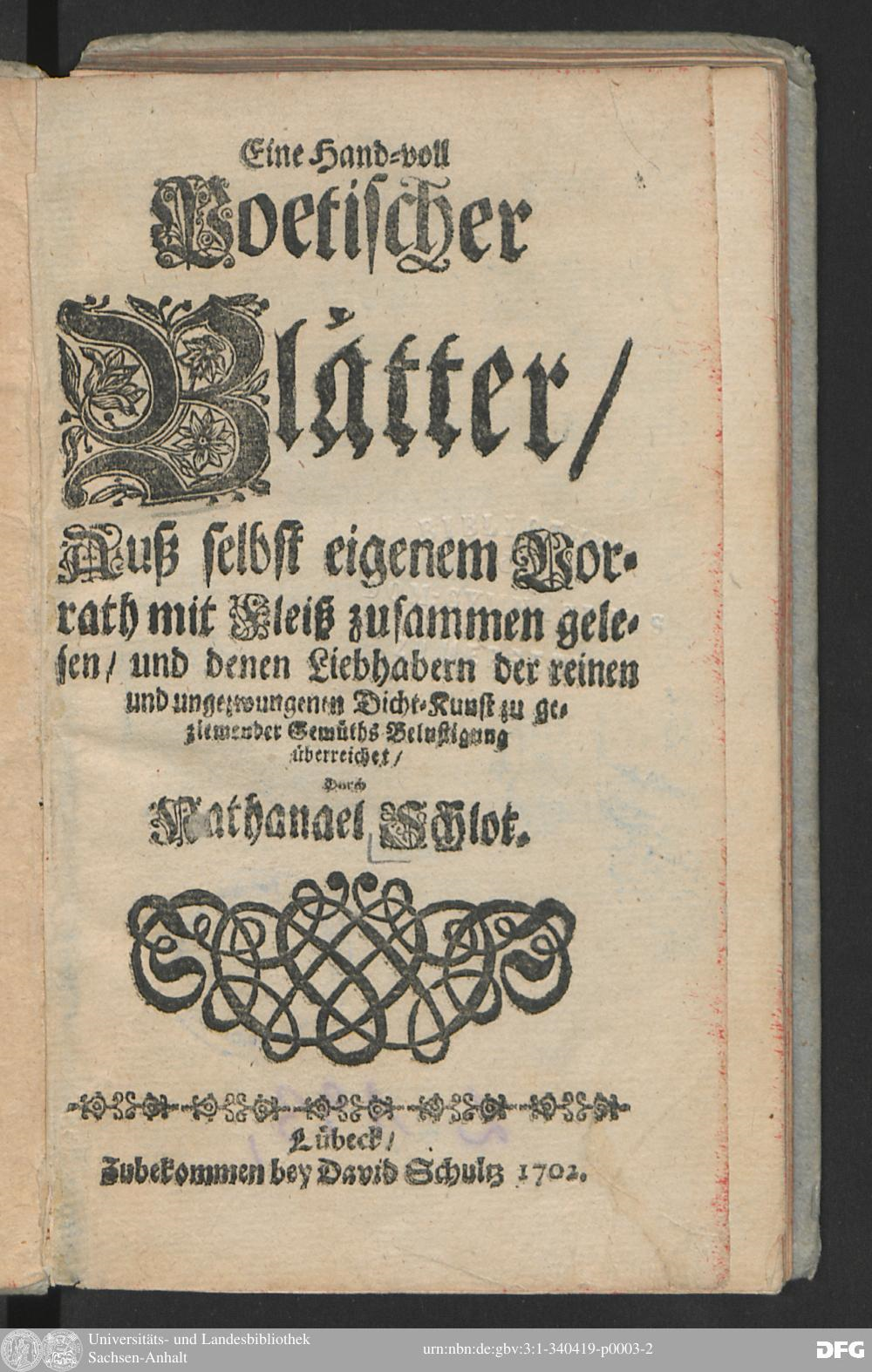
Titel: „Eine Hand-voll poetischer Blätter“ 1702

Schlott schrieb darüber hinaus zumeist Gelegenheitsgedichte anlässlich von Hochzeiten und insbesondere Trauerfeiern. Er erhielt die Aufträge wahrscheinlich aufgrund des Totentanzes. Die Gedichte führten nicht zu nennenswerter Rezeption. Er veröffentlichte die Gedichtsammlung Eine Hand-voll poetischer Blätter, die er sechs Lübecker Patriziern widmete, darunter Hermann Fock[e] und Hermann Rodde. In diesem Buch sind größtenteils Gelegenheitsgedichte erhalten und eine zweite Fassung des Totentanzes, die er um die These „Der Tod ist kein Tantz“ und die Antithese „Der Tod ist ein Tantz“ erweiterte. Von dieser Sammlung existieren nur noch sehr wenige Exemplare.
Schlott schrieb nachweislich fünf Begräbnisgedichte, die einzeln in den Druck gingen. Als die Bestände der Lübecker Stadtbibliothek während des Zweiten Weltkriegs ausgelagert wurden, gingen diese Exemplare verloren. Zwei dieser Gedichte fanden Eingang in die Poetischen Blätter.
Schlotts Gelegenheitsgedichte hatten keine nachhaltige literarische Bedeutung. Patrizier und Prediger in Lübeck und Jena schätzten ihn vermutlich als guten Begräbnisdichter. Das Killy Literaturlexikon urteilt, in seinen Gelegenheitsgedichten finde sich, maßvoll und elegant eingesetzt, die gelehrte Rhetorik der Zeit.

## Werke
- Probabilismus moralis, circa alapam caede vindicandam, succinctus examinatus. Präses: Johann Christoph Rosteuscher. Danzig 1689
- Lübeckischer Todten-Tantz, wie selbiger, an den Wänden der Kinder-Capelle in der Marien-Kirche, durch den Pinsel des Kunst-mahlers, A. 1701, ist repariret, und von ihm mit neuen hochdeutschen Reimen außgezieret. Lübeck 1702
- Lübeckischer Todten=Tanz oder Sterbens=Spiegel, in: Hartmut Freytag (Hrsg.): Der Totentanz der Marienkirche in Lübeck und der Nikolaikirche in Reval (Tallinn) : Edition, Kommentar, Interpretation, Rezeption. Köln [u. a.] : Böhlau 1993 ISBN 3-412-01793-0, S. 363–365
- Eine Hand-voll poetischer Blätter, [...] denen Liebhabern der reinen u. ungezwungenen Dicht-Kunst zu geziemender Gemüths-Belustigung überreichet. Lübeck 1702.